# Сэлэжан, Леонтин
Леонтин Сэлэжан (рум. Leontin Sălăjan, настоящее имя и фамилия — Леон Силаги или Силадьи, венг. Szilágyi Ignác; 19 июня 1913, Сантеу, Австро-Венгрия — 28 августа 1966, Бухарест) — румынский политический, государственный и военный деятель, генерал армии, начальника Генерального штаба Вооружённых сил Румынии (1950—1954), министр Вооруженных Сил Румынии (1955—1966).

## Биография
Трансильванский венгр. Работал слесарем. С 1934 года служил в инженерных войсках румынской армии.
В 1939 году вступил в ряды Румынской коммунистической партии. В 1948 году, после прихода к власти коммунистов, стал заместителем министра здравоохранения, а в 1949—1950 годах — министром строительства Румынии.
С 1945 года — член ЦК Румынской компартии, с 1955 по 1965 год — кандидат в члены Политбюро РКП, после назначения Николае Чаушеску Генеральным Секретарём Румынской Коммунистической Партии в 1965 году вошёл в состав Политбюро, стал членом исполнительного комитета ЦК партии.
В 1950 году, несмотря на ограниченный военный опыт, Л. Сэлэжану было присвоено звание генерала армии с назначением начальником Генерального штаба Вооружённых сил Румынии. С 1955 года до своей смерти в 1966 году находился на посту министра Вооруженных Сил Румынии. Входил в близкое окружение лидера румынских коммунистов Николае Чаушеску, принимал активное участие во время Венгерской революции 1956 года, позже обвинялся в подавлении беспорядков любыми средствами, в том числе приказом силам безопасности открывать огонь на поражение.
В 1958 году по случаю вывода Советских войск из Румынии по предложению Министра Вооруженных Сил, генерала-полковника Леонтина Сэлэжана Президиум Великого Национального Собрания принял Указ № 810 от 14 июня 1958 года «О награждении советских военнослужащих в благодарность за помощь румынскому народу в интернациональной борьбе за освобождение от фашистского ига» медалью «За освобождение от фашистского ига». Тогда весь военный и гражданский персонал частей Советской Армии, расположенных на территории Румынской Народной Республики, был награждён этой медалью.
Умер после неудачной операции язвы.

## Награды
- Орден Труда III степени (1949)
- Орден Труда I степени (1959)
- Звезда Народной Республики Румыния I степени (1963)
- Орден Тудора Владимиреску I степени
- Орден «Защита Отечества» III степени